# 立見豊丸

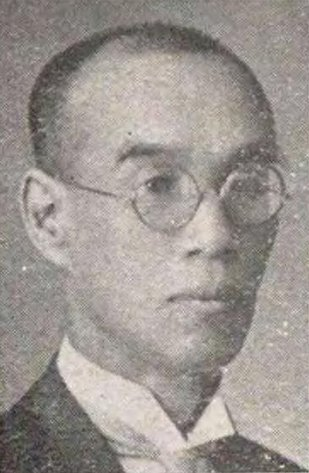
立見豊丸

立見 豊丸（たつみ とよまる、1880年（明治13年）1月28日 - 1942年（昭和17年）11月2日）は、明治後期から昭和前期の陸軍軍人、政治家。貴族院子爵議員、陸軍政務次官などを歴任。

## 経歴
陸軍大将、男爵・立見尚文の二男として生まれ、父の死去に伴い1907年（明治40年）5月2日に男爵を襲爵し、同年10月2日には父の功で子爵に陞爵した。
1899年（明治32年）11月、陸軍士官学校（11期）を卒業し、1900年（明治33年）6月22日、砲兵少尉任官。陸軍砲工学校高等科で学び、1911年（明治44年）11月、陸軍大学校（23期）を卒業。陸軍士官学校教官、東京湾要塞参謀、山砲兵第1連隊長、野戦重砲兵第7連隊長などを歴任した。1923年（大正12年）、陸軍砲兵大佐で予備役に編入された。
1932年（昭和7年）7月10日、貴族院子爵議員に当選し、研究会に属して活動し死去するまで在任。廣田内閣では陸軍政務次官を務め、その他、維新史料編纂会委員も務めた。墓所は青山霊園。

## 親族
- 立見尚文 - 父。陸軍大将。男爵。
- 毛利元功 - 妻の父。子爵。
- 立見辰雄 - 三男。鉱床学者。東京大学教授。